# Alphonse Lotz-Brissonneau
Pour les articles homonymes, voir Lotz.
Alphonse Lotz-Brissonneau est un ingénieur et industriel français né le 18 février 1840 à Chantenay-sur-Loire (aujourd'hui Nantes) et mort le 4 septembre 1921 à Gétigné.

## Carrière
Alphonse Lotz est le neveu de l’industriel mécanicien Étienne Adolphe Lotz et de Marie Éléonore Loisel, ainsi que le neveu de l’industriel François René Lotz (1809-1891). Marié à la fille de Mathurin Brissonneau en 1886, il est le père d'André Lotz (1876-1962), ingénieur et associé-gérant de la Biscuiterie nantaise (BN) avec Pierre Cossé.
Élève au lycée de Nantes et à l'École centrale (Promotion 1865), il devient ingénieur des arts et manufactures et débute dans la société de son père, « Renaud et Lotz », avant de rejoindre la société de son futur beau-père Mathurin Brissonneau en 1863.
En 1887, la société « Brissonneau, Deroualle et Lotz » est constituée, avec pour objet l'exploitation d'ateliers de mécanique et de chaudronnerie. En 1894, la société devient Brissonneau et Lotz. La société, qu’il dirige, s'intéresse également aux transports en commun (notamment des tramways, locomotives, wagons-lits). Il constitue également la société Brissonneau et Lotz Marine (BLM).
Il prend la direction de la Caisse d'épargne de Nantes en 1907.
Lotz-Brissonneau devient président de la Chambre syndicale des patrons mécaniciens, fondeurs, chaudronniers, forgerons et modeleurs en 1891 et préside la conférence de l'Association des industriels de France pour prévenir les accidents de travail la même année.
Mécène et bienfaiteur de la Bibliothèque municipale de Nantes, il était vice-président du bureau de bienfaisance de Nantes, de la Société des amis des arts et de la commission de surveillance du musée des beaux-arts de Nantes, et membre des commissions de la Bibliothèque municipale de Nantes et de l'hôpital marin de Pen-Bron.
Il est fait chevalier de la Légion d'honneur en 1911.

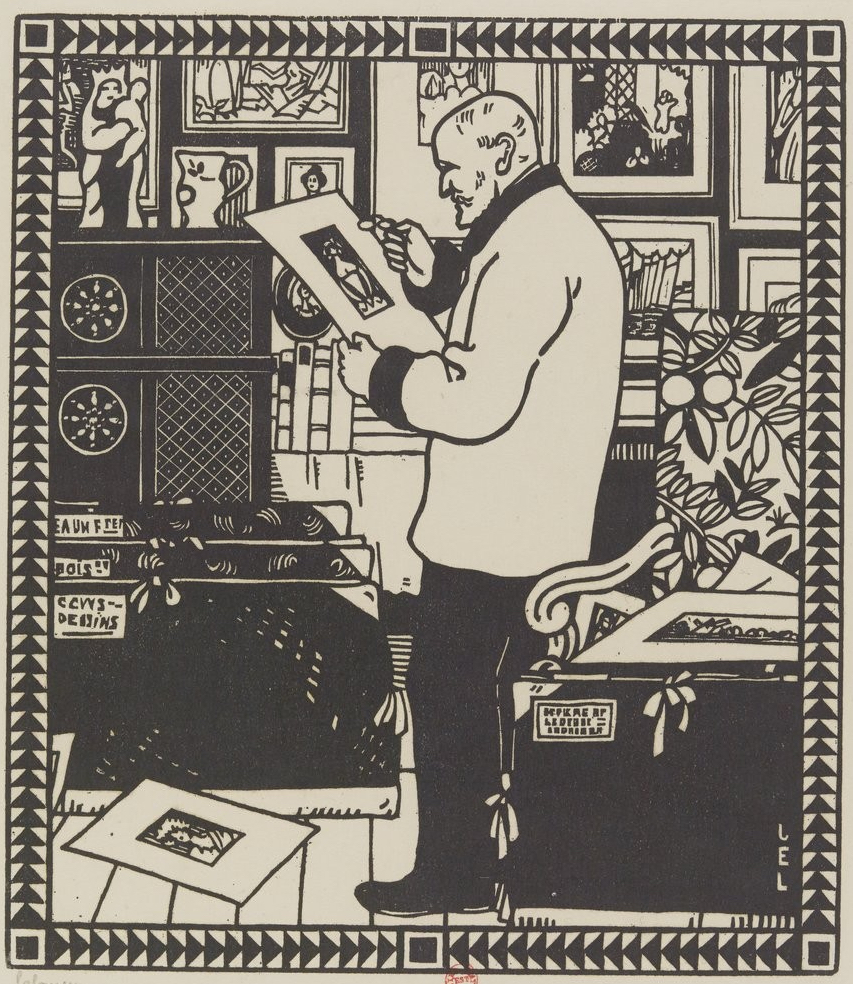
Le collectionneur Alphonse Lotz-Brissonneau, par Jean Émile Laboureur.
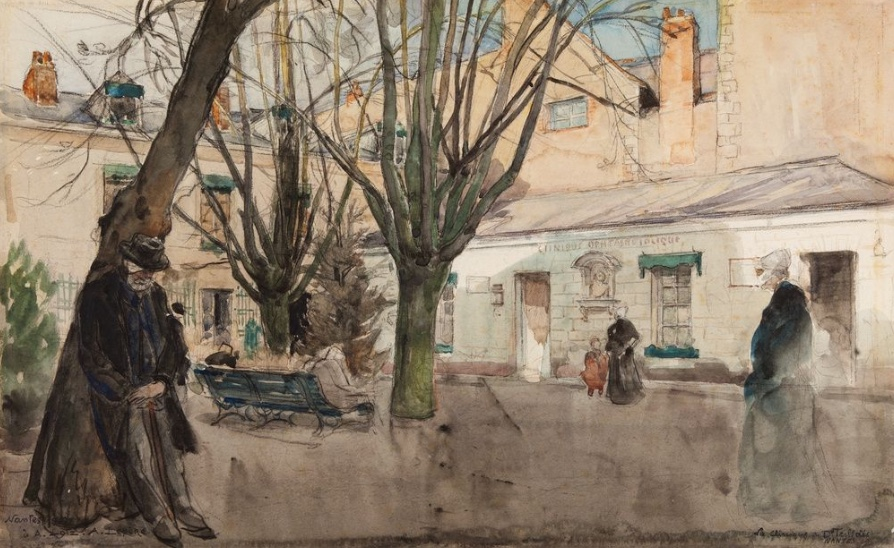
Portrait d'Alphonse Lotz-Brissonneau, par Auguste Lepère.